# Kościół Santa Maria ai Monti
Kościół Santa Maria ai Monti (wł. Chiesa di Santa Maria ai Monti, łac. Sanctae Mariae ad Montes) − katolicki kościół w Rzymie w rione Monti, od 1960 tytularny kościół kardynalski, ustanowiony przez papieża Jana XXIII.

## Historia
W miejscu, w którym obecnie wznosi się Kościół Santa Maria ai Monti, istniał w XIII w. klasztor klarysek. W XV w. jedno z pomieszczeń monasteru zostało ozdobione freskiem, przedstawiającym Maryję z Dzieciątkiem i świętymi. Gdy mniszki opuściły zabudowania, pomieszczenia zostały użyte do różnych celów. W sali z freskiem Madonny z Dzieciątkiem trzymano siano, zamieniając je na stodołę. Od 1579 notuje się tradycję związaną z freskiem, który odznaczał się cudownymi właściwościami. Gdy ludność Rzymu zaczęła tłumnie przybywać do tego miejsca, papież Grzegorz XIII nakazał restaurację fresku i wzniesienie nowego kościoła. Prace powierzono sławnemu już wówczas w Rzymie architektowi Giacomo della Porta. Kościół Santa Maria ai Monti był drugim w Rzymie kościołem jezuickim, po Kościele Najświętszego Imienia Jezus. Przy jego projektowaniu zachowano wszelkie normy zalecane przez reformę po soborze trydenckim. Wiele późniejszych kościołów wzorowano na tej świątyni.
Tuż przy kościele (przy Via della Madonna dei Monti 39) od 1643 r. mieściło się Kolegium neofitów (łac. Collegium Ecclesiasticum Adolescentium Neophytorum albo Pia Domus Neophytorum), dla kształcenia konwertytów z judaizmu i islamu.
W 1783 roku na schodach kościoła zasłabł Boży wędrowiec, św. Benedykt Józef Labre. Święty zmarł w domu za kościołem i został pochowany w północnym transepcie pod ołtarzem. Biografia Benedykta opublikowana rok później przez jego spowiednika księdza Marconiego, profesora Uniwersytetu Gregoriańskiego, zawierała 136 opisów cudownych uzdrowień, które zdarzyły się przy grobie Benedykta w pierwszych miesiącach po jego śmierci. Statuę nagrobną świętego wyrzeźbił w 1892 r. Achille Albacini. Święto obchodzone jest w kościele 16 kwietnia. 
Kopia cudownego wizerunku Madonny z Dzieciątkiem obnoszona jest w procesji ulicami wokół kościoła każdego 26 kwietnia. Kościół Santa Maria ai Monti jest świątynią parafialną. Parafię ustanowił bullą Super universam z 1 listopada 1824 papież Leon XII. Parafię odwiedził 8 marca 1987 papież Jan Paweł II, co upamiętnia tablica we wnętrzu kościoła.

## Architektura i sztuka
Kościół Santa Maria ai Monti jest świątynią jednonawową, powstałą na planie krzyża łacińskiego. Po obu stronach nawy znajdują się po trzy kaplice boczne. Duży transept przechodzi w niezbyt wystającą absydę za ołtarzem głównym. W centralnie usytuowanym ołtarzu, w jego nastawie, znajduje się fresk Madonny z Dzieciątkiem (Madonna dei Monti), któremu świątynia zawdzięcza swe istnienie. Ołtarz powstał według projektu Della Porty.
W kościele znajdują się dzieła takich mistrzów, jak: Durante Alberti (Zwiastowanie), Cesare Nebbia (Pokłon Trzech Króli i Sen św.  Józefa), Girolamo Muziano (Narodzenie Pańskie), Giovanni da San Giovanni (Madonna z Dzieciątkiem i św. Karolem Boromeuszem), Antonio Viviano (kopia Piety Lorenza Sabatiniego), Paris Nogari (Droga na Kalwarię), Giovanni Battista della Marca (Zmartwychwstanie Zbawiciela), Paolo Guidotti (Zwiastowanie). Sufit świątyni zdobią freski, przedstawiające Wniebowstąpienie Pańskie, aniołów i doktorów Kościoła autorstwa Cristoforo Casolaniego. Ozdobne stiuki są dziełem Ambrogio Buonvicino. Dekoracje absydy wyszły spod pędzli Giacinto Gimignaniego i Cristoforo Casolaniego. Casolani namalował również czterech ewangelistów, zdobiących wnętrze kopuły.
Fasadę kościoła, wzorowaną na kościele Najświętszego Imienia Jezus w Rzymie, zaprojektował Giacomo Della Porta. Ponad portalem architekt umieścił inskrypcję dedykacyjną. Prace kontynuowali Carlo Lombardi oraz Flaminio Ponzio. Z tego samego okresu pochodzą figury proroków większych z wnętrza kopuły autorstwa Giovanniego Anguilla. Fasadę odrestaurowano w latach 1991-1992.

## Kościół kardynalski
Kościół Santa Maria ai Monti jest obecnie tytularnym kościołem kardynalskim francuskiego purpurata Jean-Marc Aveline. W latach 1960–1973 Santa Maria ai Monti był tytułem kardynalskim Rufina Jiao Santosa, zaś w latach 1976-2006 Jaime Lachica Sina, obu z Filipin, natomiast w latach 2006–2021 był tytułem kardynalskim wenezuelskiego purpurata Jorge Liberato Urosa Savino.